# Batalla d'Arinnanda
La batalla d'Arinnanda fou un combat entre l'Imperi Hitita i el Regne d'Arzawa en una data incerta que se situa entre 1325 aC i 1315 aC, al quart any de regnat de Mursilis II.

## Antecedents
Després de la derrota de Piyama-Kurunta a la batalla del riu Astarpa, prop de la ciutat de Walma front la invasió hitita al quart any de regnat de Mursilis II, els arzawans van retornar en desordre cap a Apasa perseguits pels hitites. El rei Uhha-Ziti va pujar a un vaixell i va fugir de la ciutat, mentre altres es refugiaven a Puranda i un altre grup es va fer fort a Arinnanda, una muntanya situada a alguna illa enfront d'Apasa (Efes), on es van fer forts els opositors a la conquesta d'Arzawa.

## Batalla
Com que no es podien usar carros de guerra, la infanteria hitita va pujar els primers contraforts de la muntanya i va bloquejar als resistents a la zona més inaccessible; aquestos sense menjar ni aigua es van entregar en pocs dies. Mursilis II diu que va fer més de quinze mil presoners.

## Conseqüències
Amb l'arribada de les pluges, Mursilis II no va poder perseguir els resistents a Puranda, i finalment la primavera següent va conquerir Puranda.